# Dorsale Nash
Le dorsale Nash è una catena montuosa dell'Antartide orientale. Situata nella regione nord-occidentale della Dipendenza di Ross, e in particolare in corrispondenza della costa di Scott, davanti al mare di Ross, questa catena, che fa parte della più vasta dorsale Eisenhower, a sua volta facente parte delle montagne del Principe Albert, si estende in direzione nord-ovest/sud-est per circa 18 km arrivando a una larghezza massima di circa 9 km. La dorsale Nash, la cui vetta più elevata è rappresentata dal monte Borgstrom, che arriva a 2610 m s.l.m., è delimitata a ovest dal ghiacciaio O'Kane, che si dirige verso sud-est per poi unire il proprio flusso al ghiacciaio Priestley, che costeggia invece il fianco orientale della dorsale. A nord, infine, la dorsale è separata dal monte New Zealand per mezzo del ghiacciaio Havel.

## Storia
La parte più meridionale della dorsale, quella che si affaccia sul mare, fu probabilmente avvistata per la prima volta nel 1841 dall'esploratore britannico James Clark Ross, ma l'intera formazione, assieme alla più vasta dorsale Eisenhower, è stata poi mappata da membri dello United States Geological Survey (USGS) grazie a fotografie aeree scattate dalla marina militare statunitense nel periodo 1955-64 e alle ricognizioni terrestri effettuate da spedizioni statunitensi e neozelandesi nelle stagioni 1961-62 e 1962-63, infine essa è stata così battezzata dal Comitato consultivo dei nomi antartici in onore di Harold A. Nash, un biologo di stanza alla Stazione McMurdo nelle stagioni 1965-66 e 1966-67.